# Estación de Alfaro
Estación de Alfaro vasútállomás Spanyolországban, Alfaro településen.

## Vasútvonalak
Az állomást az alábbi vasútvonalak érintik:
- Castejón-Bilbao-vasútvonal
- Bilbao–Casetas-vasútvonal

## Kapcsolódó állomások
A vasútállomáshoz az alábbi állomások vannak a legközelebb: